# اولگ ایوانوف
اولگ ایوانوف (روسی: Олег Александрович Иванов؛ زادهٔ ۴ اوت ۱۹۸۶) یک بازیکن فوتبال اهل روسیه است.
از باشگاه‌هایی که در آن بازی کرده‌است می‌توان به باشگاه فوتبال ترک گروزنی، اسپارتاک مسکو، باشگاه فوتبال کوبان کراسنودر و روستوف اشاره کرد.
وی همچنین در تیم ملی فوتبال روسیه بازی کرده‌است.